# Stelis sarcophylla
Stelis sarcophylla är en orkidéart som beskrevs av Carlyle August Luer. Stelis sarcophylla ingår i släktet Stelis och familjen orkidéer. Inga underarter finns listade i Catalogue of Life.